# Masdevallia thienii
Masdevallia thienii är en orkidéart som beskrevs av Dodson. Masdevallia thienii ingår i släktet Masdevallia och familjen orkidéer. Inga underarter finns listade i Catalogue of Life.